# Ethete
Ethete – jednostka osadnicza w Stanach Zjednoczonych, w stanie Wyoming, w hrabstwie Fremont.